# Paul Koppelberg
Paul Koppelberg CSSp (* 27. Juli 1912 in Hückeswagen; † 30. November 1981 in Knechtsteden) war ein deutscher römisch-katholischer Ordensgeistlicher. Er war der „Erfinder“ der Sternsinger-Aktion.

## Leben
Paul Koppelberg trat der Ordensgemeinschaft der Spiritaner bei.
1958 übernahm Koppelberg die Leitung des Päpstlichen Missionswerkes der Kinder in Deutschland, aus dem das Kindermissionswerk „Die Sternsinger“ hervorgegangen ist, und belebte 1959 die seit dem 17. Jahrhundert in Deutschland beheimatete Sternsinger-Aktion. Als Gründungspräsident initiierte er die Zeitschrift „Sternsinger und Mission“, Vorgänger des heutigen Sternsinger-Magazins und die Zeitschrift „Heilige Kindheit – Schule und Mission“, Vorgänger der Zeitschrift "grenzenlos – Eine Welt in der Schule". 1980 wurde Arnold Poll sein Nachfolger.
Er wurde 1959 zudem zum Gründungsvorsitzenden der Arbeitsgemeinschaft für Entwicklungshilfe (AGEH) gewählt. 1963 wurde Heinrich Köppler sein Nachfolger.
Paul Koppelberg wurde 1978 von Kardinal-Großmeister Maximilien Kardinal de Fürstenberg zum Ritter des Ritterordens vom Heiligen Grab zu Jerusalem ernannt und durch Bischof Franz Hengsbach, Großprior der Deutschen Statthalterei, am 9. Dezember 1978 im Kaiserdom St. Bartholomäus in Frankfurt am Main in den Päpstlichen Laienorden investiert.
Pater Koppelberg wurde auf dem Friedhof von Kloster Knechtsteden bestattet.

## Ehrungen
- Bundesverdienstkreuz am Bande des Verdienstordens der Bundesrepublik Deutschland (30. Mai 1979)[3]
- Ritter vom Heiligen Grab (1981)
- weitere Auszeichnungen